# Campeonato Ecuatoriano de Fútbol Serie B 1975
El Campeonato Ecuatoriano de Fútbol Serie B 1975, conocido oficialmente como «Campeonato Nacional de Fútbol Serie B 1975», fue la 6.ª edición del Campeonato nacional de fútbol profesional de la Serie B en Ecuador si se cuentan como torneos cortos y 4.ª en años. El torneo fue organizado por la Asociación Ecuatoriana de Fútbol (hoy Federación Ecuatoriana de Fútbol). para esta edición del torneo la AEF (hoy FEF), había abolido el formato de torneos cortos, y regresado a torneo largo es decir para poder definir al campeón y subcampeón del torneo y por ende a los que ascendería a la Serie A, se tendría que jugar un cuadrangular final, este torneo tuvo 8 equipos en la primera etapa y 10 equipos en la segunda etapa se decidió el descenso por medio de la tabla acumulada.
El Audaz Octubrino, logró su primer título en su historia, mientras que el 9 de Octubre obtuvo su primer subcampeonato

## Sistema de juego
El Campeonato Ecuatoriano de la Serie B 1975 se jugó de la siguiente manera.
Primera etapa
La Primera etapa se jugó un total de 14 fechas en encuentros de ida y vuelta; los dos equipos que se ubiquen en 1.º y en 2.º lugar jugarían en el cuadrangular final.
Segunda etapa
La Segunda etapa se jugó con 10 equipos en un total de 18 fechas los dos equipos mejores ubicados lograrían el pase al cuadrangular final, mientras que para el descenso al torneo de la Segunda Categoría de 1976 se los definiría por medio de la tabla acumulada entre las dos etapas.
Cuadrangular final
Para el cuadrangular lo jugarían los dos equipos que se ubicaron en los 2 primeros puestos de la primera etapa y segunda etapa, lo jugarían en encuentros de ida y vuelta en un total de 6 fecha los dos mejores ubicados lograrían el ascenso a la Serie A de la temporada 1976 y serían reconocidos como campeón y subcampeón.

## Primera etapa

### Relevo semestral de clubes
| Pos. | de la Segunda etapa de la Serie B |
| ---- | --------------------------------- |
| 1º   | Aucas                             |
| 2º   | Deportivo Quito                   |
| 3º   | 9 de Octubre                      |
| 4º   | Carmen Mora                       |

| Pos.  | de la Serie B |
| ----- | ------------- |
| 1º    | Everest       |
| Prom. | Macará        |

| Pos. | de la Segunda Categoría de Tungurahua |
| ---- | ------------------------------------- |
| 1º   | Técnico Universitario                 |
| 2º   | Libertad                              |

| Pos. | de la Segunda Categoría del Azuay |
| ---- | --------------------------------- |
| 1º   | Liga de Cuenca                    |

| Pos. | de la Segunda Categoría de El Oro |
| ---- | --------------------------------- |
| 1º   | Audaz Octubrino                   |

| Pos. | de la Segunda Categoría del Guayas |
| ---- | ---------------------------------- |
| 1º   | Guayaquil Sport                    |
| 2º   | Luq San                            |

### Datos de los clubes
| Equipo                | Ciudad                                                | Provincia  |
| --------------------- | ----------------------------------------------------- | ---------- |
| Audaz Octubrino       | Machala                                               | El Oro     |
| Guayaquil Sport       | Guayaquil / Milagro                                   | Guayas     |
| Libertad              | Ambato                                                | Tungurahua |
| Liga de Cuenca        | Cuenca                                                | Azuay      |
| Luq San               | Guayaquil                                             | Guayas     |
| Manta Sport           | [[Archivo:\|20x20px\|border\|Bandera de Manta]] Manta | Manabí     |
| Olmedo                | Riobamba                                              | Chimborazo |
| Técnico Universitario | Ambato                                                | Tungurahua |

### Equipos por ubicación geográfica
| Provincia  | N.º | Equipos                            |
| ---------- | --- | ---------------------------------- |
| Guayas     | 2   | - Guayaquil Sport - Luq San        |
| Tungurahua | 2   | - Libertad - Técnico Universitario |
| Azuay      | 1   | - Liga de Cuenca                   |
| Chimborazo | 1   | - Olmedo                           |
| El Oro     | 1   | - Audaz Octubrino                  |
| Manabí     | 1   | - Manta Sport                      |

| Manta Sport Audaz Octubrino Guayaquil Sport Luq San Liga de Cuenca Olmedo Libertad Técnico Universitario |

### Partidos y resultados
| Fecha 1         | Fecha 1   | Fecha 1               |
| Equipo Local    | Resultado | Equipo Visitante      |
| --------------- | --------- | --------------------- |
| Luq San         | 5 - 3     | Técnico Universitario |
| Audaz Octubrino | 1 - 1     | Liga de Cuenca        |
| Libertad        | 1 - 2     | Manta Sport           |
| Olmedo          | 1 - 2     | Guayaquil Sport       |

| Fecha 2               | Fecha 2   | Fecha 2          |
| Equipo Local          | Resultado | Equipo Visitante |
| --------------------- | --------- | ---------------- |
| Manta Sport           | 1 - 0     | Luq San          |
| Guayaquil Sport       | 0 - 0     | Audaz Octubrino  |
| Liga de Cuenca        | 4 - 2     | Libertad         |
| Técnico Universitario | 1 - 0     | Olmedo           |

| Fecha 3      | Fecha 3   | Fecha 3               |
| Equipo Local | Resultado | Equipo Visitante      |
| ------------ | --------- | --------------------- |
| Luq San      | 0 - 0     | Guayaquil Sport       |
| Manta Sport  | 3 - 2     | Liga de Cuenca        |
| Libertad     | 2 - 1     | Técnico Universitario |
| Olmedo       | 3 - 1     | Audaz Octubrino       |

| Fecha 4        | Fecha 4   | Fecha 4               |
| Equipo Local   | Resultado | Equipo Visitante      |
| -------------- | --------- | --------------------- |
| Luq San        | 1 - 2     | Olmedo                |
| Manta Sport    | 1 - 3     | Técnico Universitario |
| Liga de Cuenca | 1 - 1     | Guayaquil Sport       |
| Libertad       | 0 - 1     | Audaz Octubrino       |

| Fecha 5               | Fecha 5   | Fecha 5          |
| Equipo Local          | Resultado | Equipo Visitante |
| --------------------- | --------- | ---------------- |
| Guayaquil Sport       | 1 - 2     | Manta Sport      |
| Audaz OCtubrino       | 1 - 1     | Luq San          |
| Técnico Universitario | 2 - 0     | Liga de Cuenca   |
| Olmedo                | 2 - 0     | Libertad         |

| Fecha 6         | Fecha 6   | Fecha 6               |
| Equipo Local    | Resultado | Equipo Visitante      |
| --------------- | --------- | --------------------- |
| Manta Sport     | 2 - 1     | Audaz Octubrino       |
| Guayaquil Sport | 2 - 1     | Técnico Universitario |
| Liga de Cuenca  | 0 - 2     | Olmedo                |
| Libertad        | 0 - 1     | Luq San               |

| Fecha 7         | Fecha 7   | Fecha 7               |
| Equipo Local    | Resultado | Equipo Visitante      |
| --------------- | --------- | --------------------- |
| Luq San         | 1 - 1     | Liga de Cuenca        |
| Libertad        | 2 - 2     | Guayaquil Sport       |
| Audaz Octubrino | 2 - 1     | Técnico Universitario |
| Olmedo          | 1 - 0     | Manta Sport           |

| Fecha 8               | Fecha 8   | Fecha 8          |
| Equipo Local          | Resultado | Equipo Visitante |
| --------------------- | --------- | ---------------- |
| Manta Sport           | 8 - 0     | Libertad         |
| Guayaquil Sport       | 2 - 1     | Olmedo           |
| Liga de Cuenca        | 1 - 0     | Audaz Octubrino  |
| Técnico Universitario | 2 - 1     | Luq San          |

| Fecha 9         | Fecha 9   | Fecha 9               |
| Equipo Local    | Resultado | Equipo Visitante      |
| --------------- | --------- | --------------------- |
| Luq San         | 1 - 0     | Manta Sport           |
| Audaz Octubrino | 1 - 1     | Guayaquil Sport       |
| Libertad        | 1 - 1     | Liga de Cuenca        |
| Olmedo          | 1 - 1     | Técnico Universitario |

| Fecha 10              | Fecha 10  | Fecha 10         |
| Equipo Local          | Resultado | Equipo Visitante |
| --------------------- | --------- | ---------------- |
| Manta Sport           | 1 - 0     | Olmedo           |
| Guayaquil Sport       | 3 - 1     | Libertad         |
| Liga de Cuenca        | 1 - 0     | Luq San          |
| Técnico Universitario | 2 - 3     | Audaz Octubrino  |

| Fecha 11              | Fecha 11  | Fecha 11         |
| Equipo Local          | Resultado | Equipo Visitante |
| --------------------- | --------- | ---------------- |
| Guayaquil Sport       | 3 - 2     | Liga de Cuenca   |
| Audaz Octubrino       | 6 - 1     | Libertad         |
| Técnico Universitario | 0 - 2     | Manta Sport      |
| Olmedo                | 0 - 0     | Luq San          |

| Fecha 12       | Fecha 12  | Fecha 12              |
| Equipo Local   | Resultado | Equipo Visitante      |
| -------------- | --------- | --------------------- |
| Luq San        | 0 - 1     | Audaz Octubrino       |
| Manta Sport    | 3 - 1     | Guayaquil Sport       |
| Libertad       | 1 - 2     | Olmedo                |
| Liga de Cuenca | 1 - 0     | Técnico Universitario |

| Fecha 13              | Fecha 13  | Fecha 13         |
| Equipo Local          | Resultado | Equipo Visitante |
| --------------------- | --------- | ---------------- |
| Luq San               | 4 - 1     | Libertad         |
| Audaz Octubrino       | 2 - 1     | Manta Sport      |
| Técnico Universitario | 3 - 1     | Guayaquil Sport  |
| Olmedo                | 2 - 2     | Liga de Cuenca   |

| Fecha 14        | Fecha 14  | Fecha 14              |
| Equipo Local    | Resultado | Equipo Visitante      |
| --------------- | --------- | --------------------- |
| Guayaquil Sport | 1 - 1     | Luq San               |
| Audaz Octubrino | 1 - 1     | Olmedo                |
| Liga de Cuenca  | 4 - 0     | Manta Sport           |
| Libertad        | 0 - 3     | Técnico Universitario |

### Tabla de posiciones
|  |  |    | Equipo                | PJ | PG | PE | PP | GF | GC | DG  | PTS |
|  |  | -- | --------------------- | -- | -- | -- | -- | -- | -- | --- | --- |
|  |  | 1. | Manta Sport           | 14 | 9  | 0  | 5  | 26 | 17 | +9  | 18  |
|  |  | 2. | Audaz Octubrino       | 14 | 6  | 4  | 4  | 22 | 15 | +7  | 16  |
|  |  | 3. | Olmedo                | 14 | 6  | 4  | 4  | 18 | 13 | +5  | 16  |
|  |  | 4. | Liga de Cuenca        | 14 | 5  | 5  | 4  | 21 | 18 | +3  | 15  |
|  |  | 5. | Guayaquil Sport       | 14 | 5  | 5  | 4  | 20 | 19 | +1  | 15  |
|  |  | 6. | Luq San               | 14 | 4  | 5  | 5  | 16 | 14 | +2  | 13  |
|  |  | 7. | Técnico Universitario | 14 | 6  | 1  | 7  | 22 | 21 | +1  | 13  |
|  |  | 8. | Libertad              | 14 | 1  | 2  | 11 | 12 | 42 | -38 | 4   |

PJ = Partidos jugados; PG = Partidos ganados; PE = Partidos empatados; PP = Partidos perdidos; GF = Goles a favor; GC = Goles en contra; DG = Diferencia de gol; PTS = Puntos
|  | Clasificaron al Cuadrangular final. |

## Segunda etapa

### Relevo semestral de clubes
| Pos. | de la Primera etapa de la Serie A |
| ---- | --------------------------------- |
| 11º  | 9 de Octubre                      |
| 12º  | Carmen Mora                       |

### Datos de los clubes
| Equipo                | Ciudad                                                | Provincia  |
| --------------------- | ----------------------------------------------------- | ---------- |
| Audaz Octubrino       | Machala                                               | El Oro     |
| Carmen Mora           | Machala / Pasaje                                      | El Oro     |
| Guayaquil Sport       | Guayaquil / Milagro                                   | Guayas     |
| Libertad              | Ambato                                                | Tungurahua |
| Liga de Cuenca        | Cuenca                                                | Azuay      |
| Luq San               | Guayaquil                                             | Guayas     |
| Manta Sport           | [[Archivo:\|20x20px\|border\|Bandera de Manta]] Manta | Manabí     |
| Olmedo                | Riobamba                                              | Chimborazo |
| Técnico Universitario | Ambato                                                | Tungurahua |
| 9 de Octubre          | Guayaquil                                             | Guayas     |

### Equipos por ubicación geográfica
| Provincia  | N.º | Equipos                                    |
| ---------- | --- | ------------------------------------------ |
| Guayas     | 3   | - Guayaquil Sport - Luq San - 9 de Octubre |
| El Oro     | 2   | - Audaz Octubrino - Carmen Mora            |
| Tungurahua | 2   | - Libertad - Técnico Universitario         |
| Azuay      | 1   | - Liga de Cuenca                           |
| Chimborazo | 1   | - Olmedo                                   |
| Manabí     | 1   | - Manta Sport                              |

| Manta Sport Audaz Octubrino Carmen Mora Guayaquil Sport Luq San 9 de Octubre Liga de Cuenca Olmedo Libertad Técnico Universitario |

### Partidos y resultados
| Fecha 1      | Fecha 1   | Fecha 1               |
| Equipo Local | Resultado | Equipo Visitante      |
| ------------ | --------- | --------------------- |
| 9 de Octubre | 3 - 2     | Manta Sport           |
| Luq San      | 2 - 2     | Audaz Octubrino       |
| Carmen Mora  | 3 - 0     | Liga de Cuenca        |
| Libertad     | 3 - 2     | Guayaquil Sport       |
| Olmedo       | 1 - 1     | Técnico Universitario |

| Fecha 2         | Fecha 2   | Fecha 2               |
| Equipo Local    | Resultado | Equipo Visitante      |
| --------------- | --------- | --------------------- |
| 9 de Octubre    | 2 - 2     | Olmedo                |
| Guayaquil Sport | 2 - 0     | Manta Sport           |
| Audaz Octubrino | 0 - 0     | Técnico Universitario |
| Liga de Cuenca  | 0 - 1     | Luq San               |
| Libertad        | 0 - 0     | Carmen Mora           |

| Fecha 3               | Fecha 3   | Fecha 3          |
| Equipo Local          | Resultado | Equipo Visitante |
| --------------------- | --------- | ---------------- |
| Luq San               | 4 - 2     | Carmen Mora      |
| Manta Sport           | 3 - 1     | Liga de Cuenca   |
| Audaz Octubrino       | 1 - 0     | 9 de Octubre     |
| Técnico Universitario | 2 - 1     | Libertad         |
| Olmedo                | 3 - 0     | Guayaquil Sport  |

| Fecha 4         | Fecha 4   | Fecha 4               |
| Equipo Local    | Resultado | Equipo Visitante      |
| --------------- | --------- | --------------------- |
| Luq San         | 2 - 1     | Manta Sport           |
| Guayaquil Sport | 3 - 1     | Técnico Universitario |
| Carmen Mora     | 1 - 1     | 9 de Octubre          |
| Liga de Cuenca  | 0 - 0     | Audaz Octubrino       |
| Libertad        | 0 - 0     | Olmedo                |

| Fecha 5               | Fecha 5   | Fecha 5          |
| Equipo Local          | Resultado | Equipo Visitante |
| --------------------- | --------- | ---------------- |
| 9 de Octubre          | 6 - 0     | Libertad         |
| Manta Sport           | 0 - 0     | Audaz Octubrino  |
| Carmen Mora           | 3 - 1     | Guayaquil Sport  |
| Técnico Universitario | 2 - 1     | Liga de Cuenca   |
| Olmedo                | 4 - 1     | Luq San          |

| Fecha 6         | Fecha 6   | Fecha 6               |
| Equipo Local    | Resultado | Equipo Visitante      |
| --------------- | --------- | --------------------- |
| Luq San         | 0 - 0     | Técnico Universitario |
| Guayaquil Sport | 0 - 0     | 9 de Octubre          |
| Carmen Mora     | 1 - 0     | Manta Sport           |
| Liga de Cuenca  | 1 - 1     | Olmedo                |
| Libertad        | 0 - 3     | Audaz Octubrino       |

| Fecha 7         | Fecha 7   | Fecha 7               |
| Equipo Local    | Resultado | Equipo Visitante      |
| --------------- | --------- | --------------------- |
| 9 de Octubre    | 2 - 1     | Luq San               |
| Manta Sport     | 1 - 0     | Técnico Universitario |
| Audaz Octubrino | 2 - 2     | Guayaquil Sport       |
| Liga de Cuenca  | 4 - 1     | Libertad              |
| Olmedo          | 0 - 0     | Carmen Mora           |

| Fecha 8        | Fecha 8   | Fecha 8               |
| Equipo Local   | Resultado | Equipo Visitante      |
| -------------- | --------- | --------------------- |
| Luq San        | 1 - 1     | Guayaquil Sport       |
| Carmen Mora    | 1 - 1     | Técnico Universitario |
| Liga de Cuenca | 1 - 2     | 9 de Octubre          |
| Libertad       | 1 - 3     | Manta Sport           |
| Olmedo         | 3 - 1     | Audaz Octubrino       |

| Fecha 9               | Fecha 9   | Fecha 9          |
| Equipo Local          | Resultado | Equipo Visitante |
| --------------------- | --------- | ---------------- |
| Luq San               | 4 - 0     | Libertad         |
| Manta Sport           | 3 - 1     | Olmedo           |
| Guayaquil Sport       | 1 - 0     | Liga de Cuenca   |
| Audaz Octubrino       | 1 - 2     | Carmen Mora      |
| Técnico Universitario | 2 - 1     | 9 de Octubre     |

| Fecha 10              | Fecha 10  | Fecha 10         |
| Equipo Local          | Resultado | Equipo Visitante |
| --------------------- | --------- | ---------------- |
| Manta Sport           | 1 - 1     | 9 de Octubre     |
| Guayaquil Sport       | 10 - 0    | Libertad         |
| Audaz Octubrino       | 4 - 2     | Luq San          |
| Liga de Cuenca        | 1 - 2     | Carmen Mora      |
| Técnico Universitario | 1 - 0     | Olmedo           |

| Fecha 11              | Fecha 11  | Fecha 11         |
| Equipo Local          | Resultado | Equipo Visitante |
| --------------------- | --------- | ---------------- |
| Luq San               | 4 - 1     | Liga de Cuenca   |
| Manta Sport           | 3 - 0     | Guayaquil Sport  |
| Carmen Mora           | 8 - 1     | Libertad         |
| Técnico Universitario | 3 - 1     | Audaz Octubrino  |
| Olmedo                | 1 - 3     | 9 de Octubre     |

| Fecha 12        | Fecha 12  | Fecha 12              |
| Equipo Local    | Resultado | Equipo Visitante      |
| --------------- | --------- | --------------------- |
| 9 de Octubre    | 6 - 2     | Audaz Octubrino       |
| Guayaquil Sport | 1 - 0     | Olmedo                |
| Carmen Mora     | 4 - 2     | Luq San               |
| Liga de Cuenca  | 3 - 1     | Manta Sport           |
| Libertad        | 0 - 2     | Técnico Universitario |

| Fecha 13              | Fecha 13  | Fecha 13         |
| Equipo Local          | Resultado | Equipo Visitante |
| --------------------- | --------- | ---------------- |
| 9 de Octubre          | 4 - 3     | Carmen Mora      |
| Manta Sport           | 2 - 3     | Luq San          |
| Audaz Octubrino       | 2 - 0     | Liga de Cuenca   |
| Técnico Universitario | 2 - 0     | Guayaquil Sport  |
| Olmedo                | 6 - 0     | Libertad         |

| Fecha 14        | Fecha 14  | Fecha 14              |
| Equipo Local    | Resultado | Equipo Visitante      |
| --------------- | --------- | --------------------- |
| Luq San         | 1 - 1     | Olmedo                |
| Guayaquil Sport | 0 - 0     | Carmen Mora           |
| Audaz Octubrino | 1 - 0     | Manta Sport           |
| Liga de Cuenca  | 1 - 3     | Técnico Universitario |
| Libertad        | 1 - 2     | 9 de Octubre          |

| Fecha 15              | Fecha 15  | Fecha 15         |
| Equipo Local          | Resultado | Equipo Visitante |
| --------------------- | --------- | ---------------- |
| 9 de Octubre          | 1 - 2     | Guayaquil Sport  |
| Manta Sport           | 3 - 2     | Carmen Mora      |
| Audaz Octubrino       | 9 - 0     | Libertad         |
| Técnico Universitario | 3 - 0     | Luq San          |
| Olmedo                | 4 - 2     | Liga de Cuenca   |

| Fecha 16              | Fecha 16  | Fecha 16         |
| Equipo Local          | Resultado | Equipo Visitante |
| --------------------- | --------- | ---------------- |
| Luq San               | 1 - 2     | 9 de Octubre     |
| Guayaquil Sport       | 1 - 0     | Audaz Octubrino  |
| Carmen Mora           | 4 - 1     | Olmedo           |
| Técnico Universitario | 2 - 1     | Manta Sport      |
| Libertad              | 1 - 2     | Liga de Cuenca   |

| Fecha 17              | Fecha 17  | Fecha 17         |
| Equipo Local          | Resultado | Equipo Visitante |
| --------------------- | --------- | ---------------- |
| 9 de Octubre          | 2 - 0     | Liga de Cuenca   |
| Manta Sport           | 5 - 0     | Libertad         |
| Guayaquil Sport       | 0 - 2     | Luq San          |
| Audaz Octubrino       | 1 - 0     | Olmedo           |
| Técnico Universitario | 2 - 2     | Carmen Mora      |

| Fecha 18       | Fecha 18  | Fecha 18              |
| Equipo Local   | Resultado | Equipo Visitante      |
| -------------- | --------- | --------------------- |
| 9 de Octubre   | 1 - 0     | Técnico Universitario |
| Carmen Mora    | 0 - 1     | Audaz Octubrino       |
| Liga de Cuenca | 1 - 2     | Guayaquil Sport       |
| Libertad       | 1 - 8     | Luq San               |
| Olmedo         | 1 - 1     | Manta Sport           |

### Tabla de posiciones
|  |  |     | Equipo                | PJ | PG | PE | PP | GF | GC | DG  | PTS |
|  |  | --- | --------------------- | -- | -- | -- | -- | -- | -- | --- | --- |
|  |  | 1.  | 9 de Octubre          | 18 | 11 | 4  | 3  | 41 | 11 | +20 | 25  |
|  |  | 2.  | Técnico Universitario | 18 | 10 | 5  | 3  | 27 | 15 | +12 | 25  |
|  |  | 3.  | Audaz Octubrino       | 18 | 8  | 5  | 5  | 31 | 22 | +9  | 21  |
|  |  | 4.  | Manta Sport           | 18 | 7  | 3  | 8  | 30 | 24 | +6  | 17  |
|  |  | 5.  | Carmen Mora           | 18 | 8  | 6  | 4  | 41 | 23 | +18 | 22  |
|  |  | 6.  | Luq San               | 18 | 8  | 4  | 6  | 39 | 30 | +9  | 20  |
|  |  | 7.  | Guayaquil Sport       | 18 | 8  | 4  | 6  | 28 | 22 | +6  | 20  |
|  |  | 8.  | Olmedo                | 18 | 5  | 7  | 6  | 29 | 23 | +6  | 17  |
|  |  | 9.  | Liga de Cuenca        | 18 | 3  | 2  | 13 | 19 | 35 | -16 | 8   |
|  |  | 10. | Libertad              | 18 | 1  | 2  | 15 | 4  | 76 | -72 | 4   |

PJ = Partidos jugados; PG = Partidos ganados; PE = Partidos empatados; PP = Partidos perdidos; GF = Goles a favor; GC = Goles en contra; DG = Diferencia de gol; PTS = Puntos
|  | Clasificaron al Cuadrangular final. |

## Tabla acumulada
|  |  |     | Equipo                | PJ | PG | PE | PP | GF | GC  | DG   | PTS |
|  |  | --- | --------------------- | -- | -- | -- | -- | -- | --- | ---- | --- |
|  |  | 1.  | Técnico Universitario | 32 | 16 | 6  | 10 | 49 | 36  | +13  | 38  |
|  |  | 2.  | Audaz Octubrino       | 32 | 14 | 9  | 9  | 53 | 37  | +16  | 37  |
|  |  | 3.  | Manta Sport           | 32 | 16 | 3  | 13 | 56 | 41  | +15  | 35  |
|  |  | 4.  | Guayaquil Sport       | 32 | 13 | 9  | 10 | 48 | 41  | +7   | 35  |
|  |  | 5.  | Luq San               | 32 | 12 | 9  | 11 | 55 | 44  | +11  | 33  |
|  |  | 6.  | Olmedo                | 32 | 11 | 11 | 10 | 47 | 36  | +11  | 33  |
|  |  | 7.  | 9 de Octubre          | 18 | 11 | 4  | 3  | 41 | 11  | +20  | 25  |
|  |  | 8.  | Liga de Cuenca        | 32 | 8  | 7  | 17 | 40 | 53  | -13  | 23  |
|  |  | 9.  | Carmen Mora           | 18 | 8  | 6  | 4  | 41 | 23  | +18  | 22  |
|  |  | 10. | Libertad              | 32 | 2  | 4  | 26 | 16 | 118 | -112 | 8   |

PJ = Partidos jugados; PG = Partidos ganados; PE = Partidos empatados; PP = Partidos perdidos; GF = Goles a favor; GC = Goles en contra; DG = Diferencia de gol; PTS = Puntos
|  | Clasificaron al Cuadrangular final. |
|  | Descendió a la Segunda Categoría.   |

## Cuadrangular final

### Partidos y resultados
| Fecha 1         | Fecha 1   | Fecha 1               |
| Equipo Local    | Resultado | Equipo Visitante      |
| --------------- | --------- | --------------------- |
| 9 de Octubre    | 4 - 2     | Técnico Universitario |
| Audaz Octubrino | 2 - 1     | Manta Sport           |

| Fecha 2               | Fecha 2   | Fecha 2          |
| Equipo Local          | Resultado | Equipo Visitante |
| --------------------- | --------- | ---------------- |
| Manta Sport           | 2 - 0     | 9 de Octubre     |
| Técnico Universitario | 3 - 1     | Audaz Octubrino  |

| Fecha 3               | Fecha 3   | Fecha 3          |
| Equipo Local          | Resultado | Equipo Visitante |
| --------------------- | --------- | ---------------- |
| Audaz Octubrino       | 3 - 1     | Manta Sport      |
| Técnico Universitario | 2 - 2     | 9 de Octubre     |

| Fecha 4               | Fecha 4   | Fecha 4          |
| Equipo Local          | Resultado | Equipo Visitante |
| --------------------- | --------- | ---------------- |
| Audaz Octubrino       | 3 - 0     | Manta Sport      |
| Técnico Universitario | 2 - 2     | 9 de Octubre     |

| Fecha 5         | Fecha 5   | Fecha 5               |
| Equipo Local    | Resultado | Equipo Visitante      |
| --------------- | --------- | --------------------- |
| 9 de Octubre    | 3 - 1     | Manta Sport           |
| Audaz Octubrino | 3 - 0     | Técnico Universitario |

| Fecha 6               | Fecha 6   | Fecha 6          |
| Equipo Local          | Resultado | Equipo Visitante |
| --------------------- | --------- | ---------------- |
| Manta Sport           | 1 - 2     | Audaz Octubrino  |
| Técnico Universitario | 1 - 2     | 9 de Octubre     |

### Tabla de posiciones
|  |  |    | Equipo                | PJ | PG | PE | PP | GF | GC | DG | PTS |
|  |  | -- | --------------------- | -- | -- | -- | -- | -- | -- | -- | --- |
|  |  | 1. | Audaz Octubrino       | 6  | 4  | 2  | 0  | 11 | 6  | +5 | 10  |
|  |  | 2. | 9 de Octubre          | 6  | 3  | 1  | 2  | 11 | 8  | +3 | 7   |
|  |  | 3. | Técnico Universitario | 6  | 2  | 1  | 3  | 8  | 12 | -4 | 5   |
|  |  | 4. | Manta Sport           | 6  | 1  | 0  | 5  | 6  | 10 | -4 | 2   |

PJ = Partidos jugados; PG = Partidos ganados; PE = Partidos empatados; PP = Partidos perdidos; GF = Goles a favor; GC = Goles en contra; DG = Diferencia de gol; PTS = Puntos
|  | Campeón, ascendió a la Serie A 1976.    |
|  | Subcampeón, ascendió a la Serie A 1976. |

### Campeón
|                                                                                |
| Club Social y Deportivo Audaz Octubrino 1.er título Ascendió a la Serie A 1976 |
| También ascendió 9 de Octubre Fútbol Club como subcampeón.                     |

## Goleador
| Jugador          | Equipo       | Goles |
| ---------------- | ------------ | ----- |
| Carlos Infantino | 9 de Octubre | 26    |